# Třešovice
Třešovice jsou obec v okrese Strakonice v Jihočeském kraji. Leží zhruba osm kilometrů jihovýchodně od Strakonic. Žije zde 67 obyvatel.

## Historie
První písemná zmínka o obci pochází z roku 1303.

## Přírodní poměry
Západem obce protéká Zorkovický a Třešovický potok, před jejichž soutokem roste vrbové stromořadí.

## Obyvatelstvo
| Rok            | 1869 | 1880 | 1890 | 1900 | 1910 | 1921 | 1930 | 1950 | 1961 | 1970 | 1980 | 1991 | 2001 | 2011 | 2021 |
| -------------- | ---- | ---- | ---- | ---- | ---- | ---- | ---- | ---- | ---- | ---- | ---- | ---- | ---- | ---- | ---- |
| Počet obyvatel | 224  | 218  | 233  | 218  | 221  | 220  | 203  | 166  | 125  | 111  | 83   | 78   | 80   | 76   | 66   |
| Počet domů     | 34   | 34   | 34   | 34   | 36   | 36   | 36   | 37   | 34   | 34   | 28   | 36   | 39   | 39   | 40   |

## Obecní správa
Mezi lety 1850–1880 patřily Třešovice jako osada obce k Paračovu v okrese Strakonice. V letech 1880–1964 byly obcí. Od 14. června 1964 do 31. března 1980 patřily jako část obce k Jinínu. Od 1. dubna 1980 do 23. listopadu 1990 patřily jako část obce k Miloňovicím a od 24. listopadu 1990 jsou opět samostatnou obcí. Od 24. listopadu 1990 do 31. prosince 1991 k obci patřily Kuřimany.

### Obecní symboly
Znak a vlajka byly obci uděleny rozhodnutím předsedy Poslanecké sněmovny Parlamentu České republiky dne 21. června 2018.

## Pamětihodnosti
- Kaple svatého Jana Křtitele na návsi (kulturní památka ČR)
- Usedlost č.p. 13 s prvky selského baroka

## Osobnosti
Roku 1856 se tu narodil Václav Suda, statkář, dlouholetý starosta obce a koncem 19. století poslanec zemského sněmu.

## Galerie

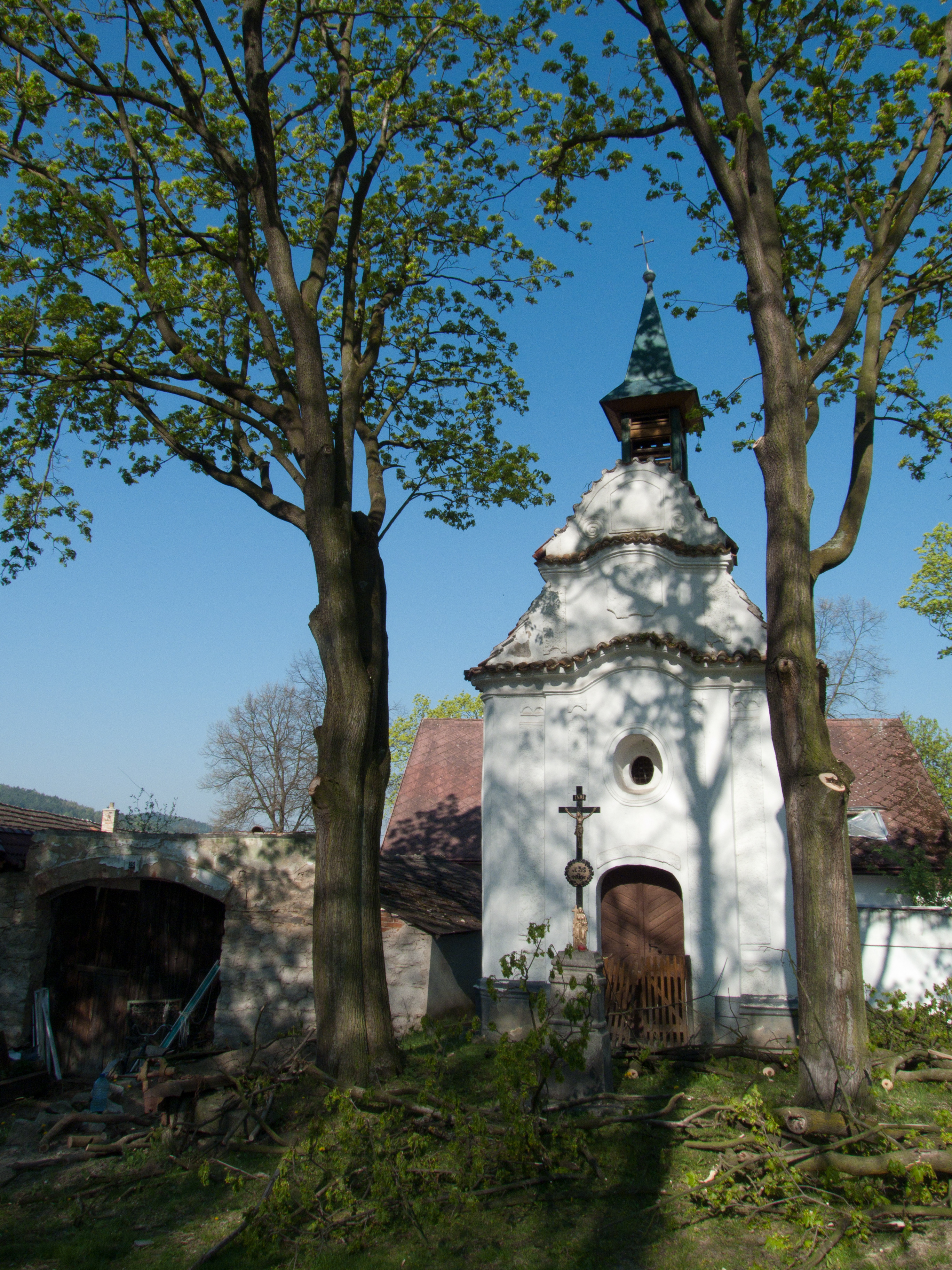
Kaple svatého Jana Křtitele
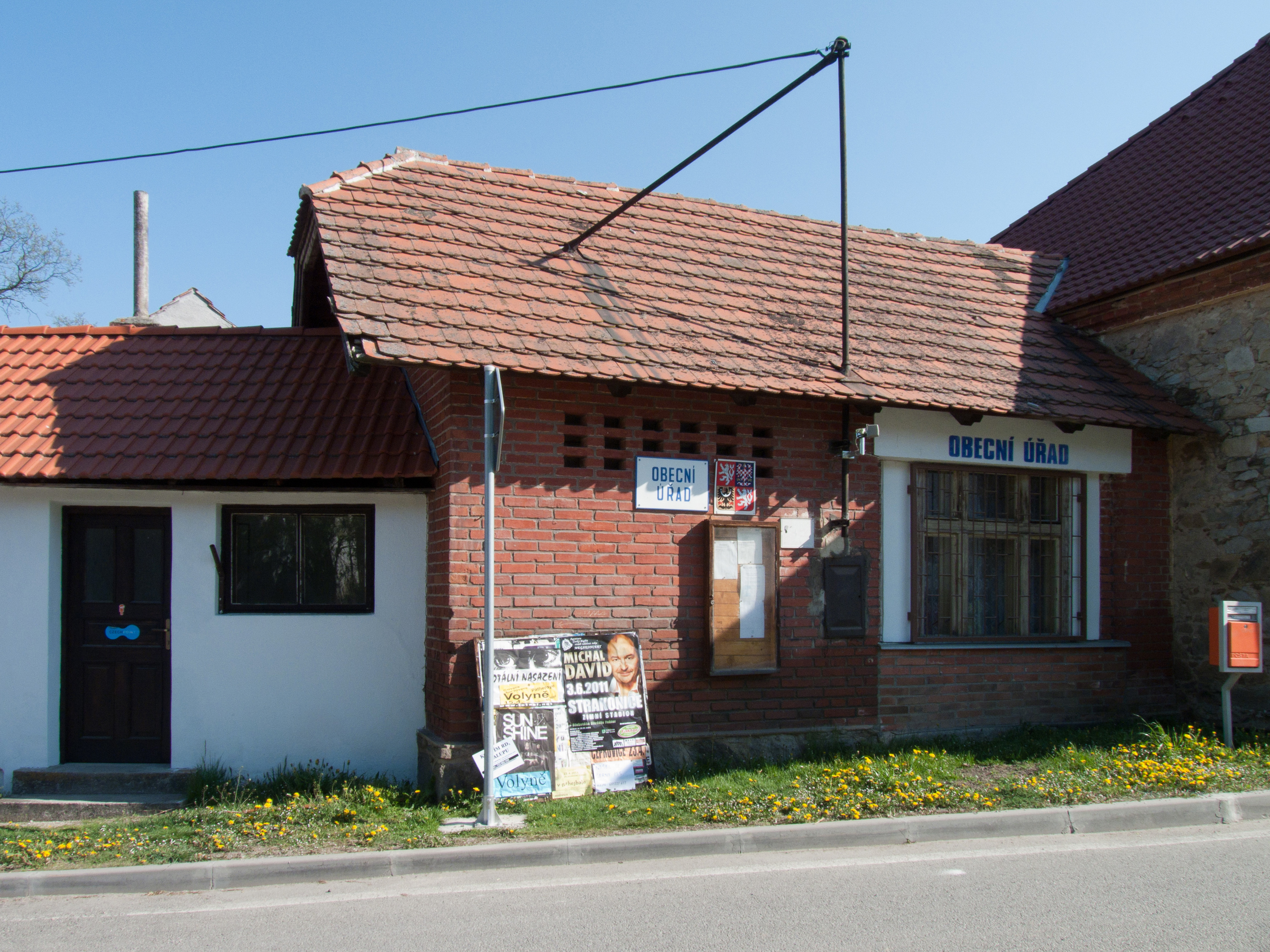
Obecní úřad
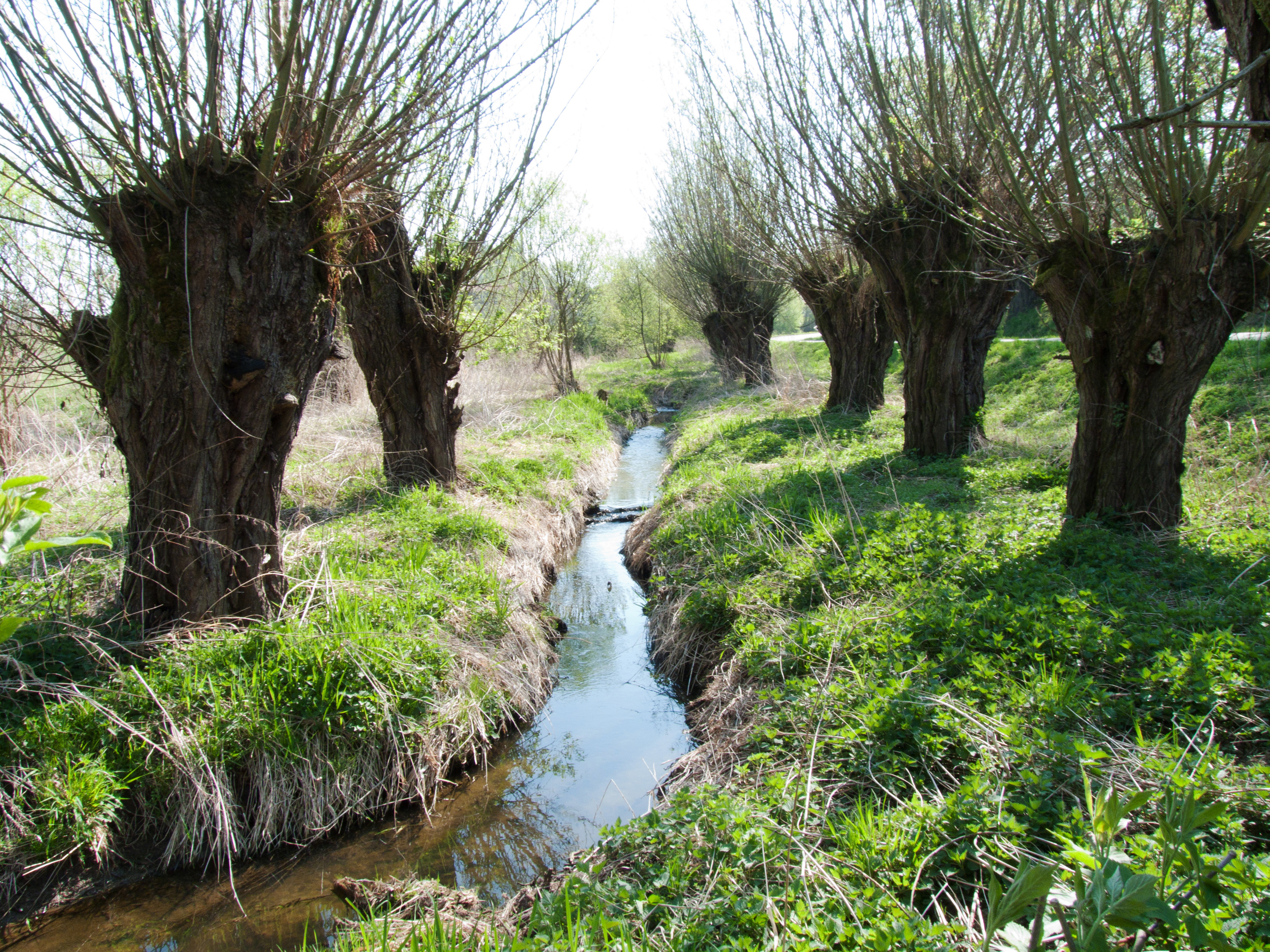
Vrby rostoucí podél Třešovického potoka
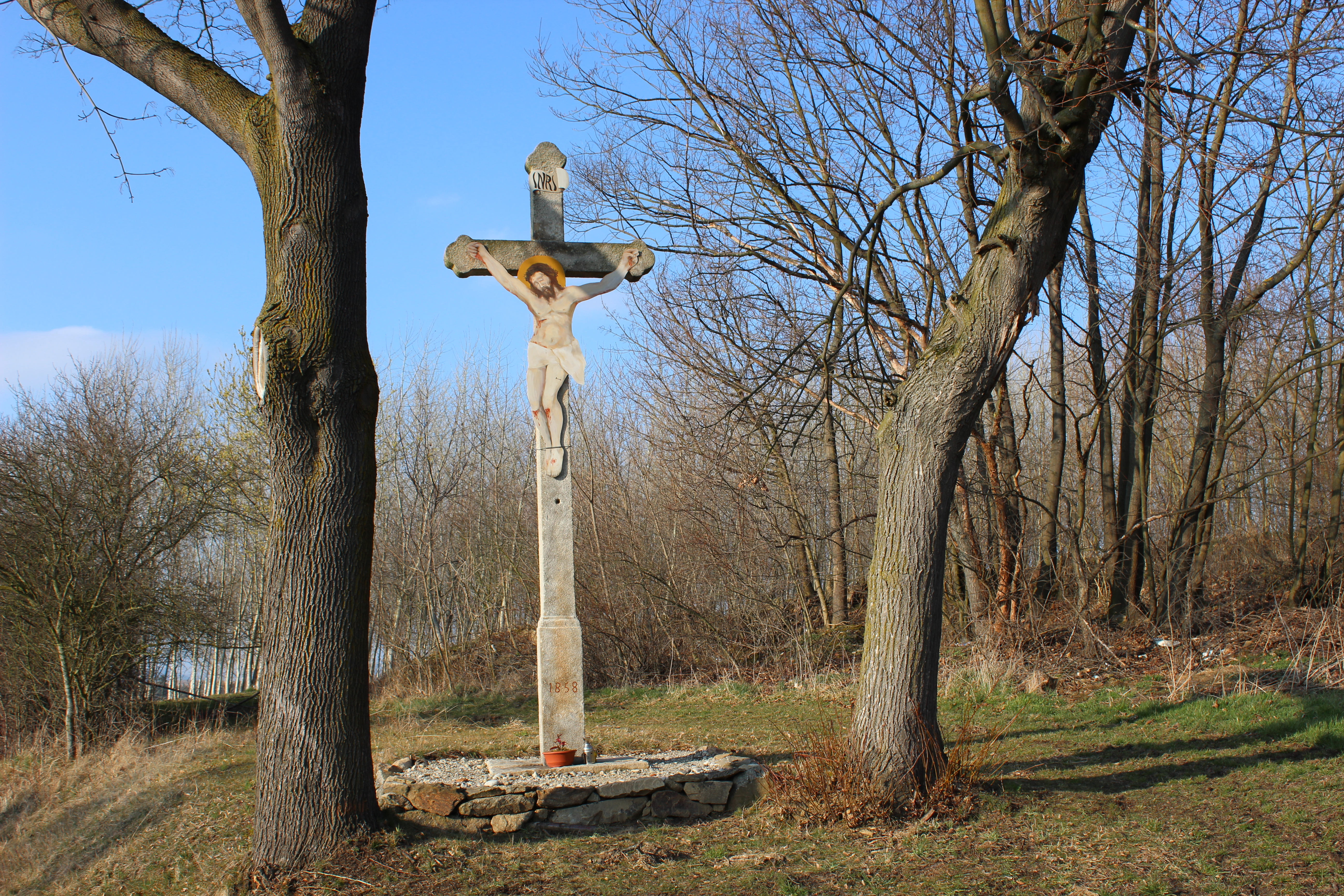
Kříž u silnice na Jinín